# Wolseley 1000
Der Wolseley 1000 war ein Kleinwagen, der auf dem Mini basierte und den BMC (South Africa) 1967 auf den Markt brachte.
Er war eine einzigartige Kombination der Front des Wolseley Hornet mit dem normalen Mini-Heck. Hinzu kamen Dreiecks- und Kurbelfenster, die 1967 für alle südafrikanischen Mini-Modelle eingeführt wurden.
Angetrieben wurde der Wolseley 1000 mit dem gleichen 1,0-l-Motor wie der Mini. Ende 1968 wurden für den Wolseley 1000 sowie alle weiteren südafrikanischen Mini-Modelle die Modellpflegemaßnahmen („Mark II“) nachgeholt, die bereits ein Jahr zuvor in Großbritannien durchgeführt worden waren.
In zwei Jahren wurden nur 456 Fahrzeuge gefertigt. Auf den Wolseley 1000 folgte die südafrikanische Version des Mini Mk. 3 (mit arabischer Ziffer), die wiederum eine Kombination der konventionellen Mini-Front mit dem Stufenheck des Wolseley Hornet war.